# Équipe du Kenya de hockey sur gazon
L'équipe du Kenya de hockey sur gazon est l'équipe représentative du Kenya dans les compétitions internationales de hockey sur gazon. 

## Palmarès

### Jeux olympiques
Le Kenya dispute à sept reprises le tournoi masculin de hockey sur gazon des Jeux olympiques :
- 1956 : 10e
- 1960 : 8e
- 1964 : 6e
- 1968 : 8e
- 1972 : 13e
- 1984 : 9e
- 1988 : 12e

### Coupe du monde
- 1971 : 4e
- 1973 : 12e

### Jeux du Commonwealth
- 1998 : 11e

### Jeux africains
- 1987 :  Vainqueur
- 1991 :  2e
- 1995 :  3e
- 1999 :  3e
- 2023 : 4e

### Coupe d'Afrique
- 1974 :  2e
- 1983 :  2e
- 1989 :  2e
- 1993 :  3e
- 1996 :  2e
- 2013 :  3e
- 2017 : 4e
- 2022 : 4e